# Maple
Maple là một gói phần mềm toán học thương mại phục vụ cho nhiều mục đích. Nó phát triển lần đầu tiên vào năm 1980 bởi Nhóm Tính toán Hình thức tại Đại học Waterloo ở Waterloo, Ontario, Canada.
Từ năm 1988, nó đã được phát triển và thương mại hóa bởi Waterloo Maple Inc. (còn được biết đến với tên gọi Maplesoft), một công ty Canada cũng có trụ sở tại Waterloo, Ontario. Phiên bản hiện tại là Maple 13 được phát hành vào tháng 5 năm 2009. Đối thủ cạnh tranh chính của nó là Mathematica.

## Tổng quan

### Chức năng cốt lõi
Người dùng có thể nhập biểu thức toán học theo các ký hiệu toán học truyền thống. Có thể dễ dàng tạo ra những giao diện người dùng tùy chọn. Maple hỗ trợ cho cả tính toán số và tính toán hình thức, cũng như hiển thị. Nhiều phép tính số học được thực hiện dựa trên thư viện số học NAG; trong Maple, các chương trình con NAG đã được mở rộng để cho phép độ chính xác ngẫu nhiên lớn. Các ví dụ về tính toán hình thức sẽ được trình bày trong phần sau.
Maple cũng có một ngôn ngữ lập trình cấp cao đầy đủ. Cũng có giao diện cho những ngôn ngữ khác (C, Fortran, Java, MatLab, và Visual Basic). Cũng có một giao diện dành cho Excel.

### Kiến trúc
Phần lớn Maple được viết bằng ngôn ngữ java. Maple chạy trên tất cả các hệ điều hành chính.
Ngôn ngữ lập trình Maple là một ngôn ngữ kiểu động. Cũng giống như các hệ thống đại số máy tính, các biểu thức hình thức được lưu trữ trong bộ nhớ theo đồ thị không chu trình có hướng (DAG). Ngôn ngữ cho phép các biến có phạm vi nhất định (lexical scoping). Ngôn ngữ có hình thức lập trình hàm, nhưng cũng có hỗ trợ đầy đủ cho lập trình truyền thống, theo kiểu mệnh lệnh.
Một điều lạ đối với chương trình thương mại, đa số mã nguồn đều có thể xem tự do.